# マネルバ・デル・ガルダ
マネルバ・デル・ガルダ（伊: Manerba del Garda）は、イタリア共和国ロンバルディア州ブレシア県にある、人口約5,300人の基礎自治体（コムーネ）。

## 地理

### 位置・広がり

#### 隣接コムーネ
隣接するコムーネは以下の通り。括弧内のVRはヴェローナ県所属を示す。
- バルドリーノ (VR)
- ガルダ (VR)
- モニーガ・デル・ガルダ
- ポルペナッツェ・デル・ガルダ
- プエニャーゴ・スル・ガルダ
- サン・フェリーチェ・デル・ベナーコ
- ソイアーノ・デル・ラーゴ

### 地震分類
イタリアの地震リスク階級 (it) では、2 に分類される
。

## 行政

### 分離集落
マネルバ・デル・ガルダには、以下の分離集落（フラツィオーネ）がある。
- Balbiana, Gardoncino, Montinelle, Pieve Vecchia, Campagnola, Trevisago, Solarolo (sede comunale)